# Ultimate Velocity
Ultimate Velocity é o quinto álbum de estúdio da banda japonesa de visual kei rock Penicillin, lançado em 21 de outubro de 1998 pela gravadora East West Japan.
O primeiro single do álbum é "Romance", que foi lançado em 15 de janeiro de 1998 e vendeu mais de 900,000 cópias, sendo certificado disco de platina pela RIAJ. A canção também é tema de abertura do anime Sexy Commando Gaiden: Sugoi yo!! Masaru-san. "Make love", o segundo single, foi lançado em 13 de maio e foi certificado ouro pela RIAJ. Também foi usado como música tema do programa de televisão da Tokyo Broadcasting System Rank Okoku (ランク王国).

## Recepção
Ultimate Velocity é o álbum mais bem sucedido do Penicillin até hoje, alcançando a segunda posição na Oricon Albums Chart e permanecendo na parada por cinco semanas. Em novembro de 1998 o álbum foi certificado disco de ouro pela RIAJ.

## Faixas
Todas as letras escritas por Hakuei, todas as músicas compostas por Penicillin.
| N.º            | Título                               | Duração |  |
| 1.             | "Chikyuu" (地球)                     | 6:11    |  |
| 2.             | "Crash"                              | 4:55    |  |
| 3.             | "Mr.Freez"                           | 3:18    |  |
| 4.             | "Soshite Densetsu he" (そして伝説へ) | 4:49    |  |
| 5.             | "make love"                          | 5:08    |  |
| 6.             | "anti beauty"                        | 4:21    |  |
| 7.             | "Tomorrow"                           | 5:09    |  |
| 8.             | "love & peace"                       | 6:43    |  |
| 9.             | "prison"                             | 4:57    |  |
| 10.            | "Butterfly"                          | 6:07    |  |
| 11.            | "Romance" (ロマンス)                 | 4:50    |  |
| 12.            | "fantasia"                           | 5:31    |  |
| Duração total: | Duração total:                       | 60:02   |  |

## Ficha técnica
- Hakuei – vocal principal
- Chisato – guitarra
- Gisho – baixo
- O-Jiro – bateria